# Wolfgang Tullius
Wolfgang Tullius (* 18. September 1951; † 21. März 2002) war ein deutscher Fußballspieler.
Tullius stammte aus dem Ruwertal und kam 1971 zum SV Eintracht Trier 05. Mit Trier stieg der Abwehrspieler 1976 in die Zweite Liga Süd auf. Er war in dieser Saison Stammspieler und wurde 32-mal eingesetzt. Sein erstes von drei Zweitligatoren erzielte er am 25. September 1976 bei der 3:6-Niederlage der Eintracht in Offenbach. Seine beiden weiteren Tore waren jeweils Führungstore für Trier in Spielen gegen SV Darmstadt 98, die anschließend verloren gingen: das 2:0 bei der 2:5-Niederlage in Darmstadt und das 1:0 beim Heimspiel, das 3:1 für die „Lilien“ endete. Trier wäre in dieser Saison abgestiegen, konnte jedoch in der Zweiten Liga Süd bleiben, da der SV Röchling Völklingen seine Mannschaft zurückzog. In der Saison 1977/78 war er jedoch nur noch Ersatzspieler und wurde lediglich fünfmal eingewechselt. Sein letzter Zweitligaeinsatz war am 31. März 1978 beim 4:0-Sieg in Pirmasens.
Tullius verließ Trier nach insgesamt 37 Zweitligaeinsätzen und spielte später in Luxemburg für Aris Bonneweg. Mit dem luxemburgischen Pokalfinalisten von 1979 nahm er am Europapokal der Pokalsieger teil und stand in der Mannschaft, die durch zwei Siege über Reipas Lahti das Achtelfinale gegen den FC Barcelona erreichte. Beim 1:7 im Rückspiel im Camp Nou erzielte Tullius kurz nach der Halbzeit den Ehrentreffer der Luxemburger zum 1:4.